# 李好古
李好古，元杂剧作家，屬“山東作家群”。曹楝亭本《錄鬼簿》謂李好古為“保定人”，“或云西平人”。此據天一閣本。生卒年及生平事迹无考，《录鬼簿》列为“前辈已死名公才人”。撰雜劇三種，今存《沙門島張生煮海》一種。